# Maria Carolina van Oostenrijk (1801-1832)

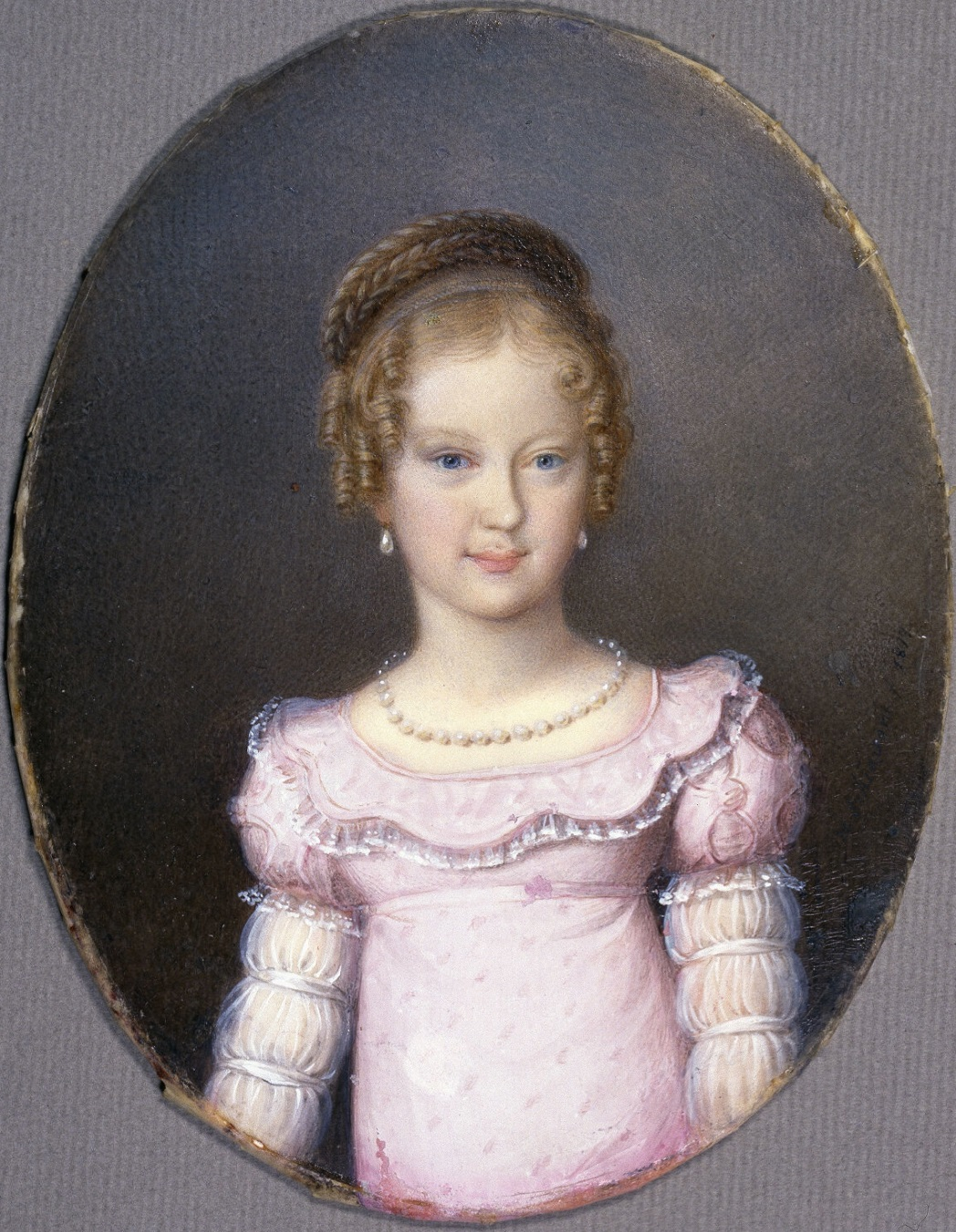
Aartshertogin Maria Carolina

Maria Carolina Ferdinanda Theresia Josephine Demetria van Habsburg-Lotharingen (Wenen, 8 april 1801 — Pillnitz, 22 mei 1832), was een aartshertogin van Oostenrijk en kroonprinses van Saksen.
Maria Carolina (Duits: Maria Karolina) was een dochter van keizer Frans II van het Heilige Roomse Rijk (later keizer Frans I van Oostenrijk) en keizerin Maria Theresia van Bourbon-Sicilië. Ze werd vernoemd naar haar oudere zusje Marie Carolina, die op zeer jonge leeftijd was overleden. Haar grootouders aan vaderskant waren keizer Leopold II en keizerin Maria Louisa van Bourbon. Haar grootouders aan moederskant waren koning Ferdinand I der Beide Siciliën en koningin Maria Carolina van Oostenrijk. Ze had vele broers en zussen, waaronder de latere keizer Ferdinand, de Franse keizerin Marie Louise, de Portugese koningin Leopoldine, eveneens keizerin van Brazilië, en Frans Karel, de vader van de latere keizers Frans Jozef van Oostenrijk en Maximiliaan van Mexico. 
Op 26 september 1819 trad Maria Carolina te Dresden in het huwelijk met prins Frederik Augustus van Saksen (1797-1854). Hij was een zoon van prins Maximiliaan van Saksen en prinses Carolina van Parma. Zeer plotseling stierf Maria Carolina op 31-jarige leeftijd. Frederik Augustus huwde later met prinses Maria van Beieren. Hij werd op 6 juni 1836 koning van Saksen, als opvolger van zijn kinderloos overleden oom Anton.

## Kwartierstaat
| Frans I Stefan van Lotharingen (1708–1765) | Frans I Stefan van Lotharingen (1708–1765) | Frans I Stefan van Lotharingen (1708–1765) | Frans I Stefan van Lotharingen (1708–1765) | Frans I Stefan van Lotharingen (1708–1765) | Frans I Stefan van Lotharingen (1708–1765) |                               |                               | Maria Theresia van Oostenrijk (1717-1780) | Maria Theresia van Oostenrijk (1717-1780) | Maria Theresia van Oostenrijk (1717-1780) | Maria Theresia van Oostenrijk (1717-1780) | Maria Theresia van Oostenrijk (1717-1780) | Maria Theresia van Oostenrijk (1717-1780) |                                     |                                     | Karel III van Spanje (1716-1788)      | Karel III van Spanje (1716-1788)      | Karel III van Spanje (1716-1788)      | Karel III van Spanje (1716-1788)      | Karel III van Spanje (1716-1788)      | Karel III van Spanje (1716-1788)      |  |  | Maria Amalia van Saksen (1724-1760)         | Maria Amalia van Saksen (1724-1760)         | Maria Amalia van Saksen (1724-1760)         | Maria Amalia van Saksen (1724-1760)         | Maria Amalia van Saksen (1724-1760)         | Maria Amalia van Saksen (1724-1760)         |                                                |                                                | Frans I Stefan van Lotharingen (1708–1765)     | Frans I Stefan van Lotharingen (1708–1765)     | Frans I Stefan van Lotharingen (1708–1765)     | Frans I Stefan van Lotharingen (1708–1765)     | Frans I Stefan van Lotharingen (1708–1765) | Frans I Stefan van Lotharingen (1708–1765) |                                           |                                           | Maria Theresia van Oostenrijk (1717-1780) | Maria Theresia van Oostenrijk (1717-1780) | Maria Theresia van Oostenrijk (1717-1780) | Maria Theresia van Oostenrijk (1717-1780) | Maria Theresia van Oostenrijk (1717-1780) | Maria Theresia van Oostenrijk (1717-1780) |  |  |                       |                       |                       |                       |                       |                       |
| Frans I Stefan van Lotharingen (1708–1765) | Frans I Stefan van Lotharingen (1708–1765) | Frans I Stefan van Lotharingen (1708–1765) | Frans I Stefan van Lotharingen (1708–1765) | Frans I Stefan van Lotharingen (1708–1765) | Frans I Stefan van Lotharingen (1708–1765) |                               |                               | Maria Theresia van Oostenrijk (1717-1780) | Maria Theresia van Oostenrijk (1717-1780) | Maria Theresia van Oostenrijk (1717-1780) | Maria Theresia van Oostenrijk (1717-1780) | Maria Theresia van Oostenrijk (1717-1780) | Maria Theresia van Oostenrijk (1717-1780) |                                     |                                     | Karel III van Spanje (1716-1788)      | Karel III van Spanje (1716-1788)      | Karel III van Spanje (1716-1788)      | Karel III van Spanje (1716-1788)      | Karel III van Spanje (1716-1788)      | Karel III van Spanje (1716-1788)      |  |  | Maria Amalia van Saksen (1724-1760)         | Maria Amalia van Saksen (1724-1760)         | Maria Amalia van Saksen (1724-1760)         | Maria Amalia van Saksen (1724-1760)         | Maria Amalia van Saksen (1724-1760)         | Maria Amalia van Saksen (1724-1760)         |                                                |                                                | Frans I Stefan van Lotharingen (1708–1765)     | Frans I Stefan van Lotharingen (1708–1765)     | Frans I Stefan van Lotharingen (1708–1765)     | Frans I Stefan van Lotharingen (1708–1765)     | Frans I Stefan van Lotharingen (1708–1765) | Frans I Stefan van Lotharingen (1708–1765) |                                           |                                           | Maria Theresia van Oostenrijk (1717-1780) | Maria Theresia van Oostenrijk (1717-1780) | Maria Theresia van Oostenrijk (1717-1780) | Maria Theresia van Oostenrijk (1717-1780) | Maria Theresia van Oostenrijk (1717-1780) | Maria Theresia van Oostenrijk (1717-1780) |  |  |                       |                       |                       |                       |                       |                       |
|                                            |                                            |                                            |                                            |                                            |                                            |                               |                               |                                           |                                           |                                           |                                           |                                           |                                           |                                     |                                     |                                       |                                       |                                       |                                       |                                       |                                       |  |  |                                             |                                             |                                             |                                             |                                             |                                             |                                                |                                                |                                                |                                                |                                                |                                                |                                            |                                            |                                           |                                           |                                           |                                           |                                           |                                           |                                           |                                           |  |  |                       |                       |                       |                       |                       |                       |
|                                            |                                            |                                            |                                            |                                            |                                            |                               |                               |                                           |                                           |                                           |                                           |                                           |                                           |                                     |                                     |                                       |                                       |                                       |                                       |                                       |                                       |  |  |                                             |                                             |                                             |                                             |                                             |                                             |                                                |                                                |                                                |                                                |                                                |                                                |                                            |                                            |                                           |                                           |                                           |                                           |                                           |                                           |                                           |                                           |  |  |                       |                       |                       |                       |                       |                       |
|                                            |                                            |                                            |                                            | Keizer Leopold II (1747-1792)              | Keizer Leopold II (1747-1792)              | Keizer Leopold II (1747-1792) | Keizer Leopold II (1747-1792) | Keizer Leopold II (1747-1792)             | Keizer Leopold II (1747-1792)             |                                           |                                           |                                           |                                           |                                     |                                     | Marie Louise van Bourbon (1745-1792)  | Marie Louise van Bourbon (1745-1792)  | Marie Louise van Bourbon (1745-1792)  | Marie Louise van Bourbon (1745-1792)  | Marie Louise van Bourbon (1745-1792)  | Marie Louise van Bourbon (1745-1792)  |  |  | Ferdinand I der Beide Siciliën (1751-1825)  | Ferdinand I der Beide Siciliën (1751-1825)  | Ferdinand I der Beide Siciliën (1751-1825)  | Ferdinand I der Beide Siciliën (1751-1825)  | Ferdinand I der Beide Siciliën (1751-1825)  | Ferdinand I der Beide Siciliën (1751-1825)  |                                                |                                                |                                                |                                                |                                                |                                                | Maria Carolina van Oostenrijk (1752-1814)  | Maria Carolina van Oostenrijk (1752-1814)  | Maria Carolina van Oostenrijk (1752-1814) | Maria Carolina van Oostenrijk (1752-1814) | Maria Carolina van Oostenrijk (1752-1814) | Maria Carolina van Oostenrijk (1752-1814) |                                           |                                           |                                           |                                           |  |  |                       |                       |                       |                       |                       |                       |
|                                            |                                            |                                            |                                            | Keizer Leopold II (1747-1792)              | Keizer Leopold II (1747-1792)              | Keizer Leopold II (1747-1792) | Keizer Leopold II (1747-1792) | Keizer Leopold II (1747-1792)             | Keizer Leopold II (1747-1792)             |                                           |                                           |                                           |                                           |                                     |                                     | Marie Louise van Bourbon (1745-1792)  | Marie Louise van Bourbon (1745-1792)  | Marie Louise van Bourbon (1745-1792)  | Marie Louise van Bourbon (1745-1792)  | Marie Louise van Bourbon (1745-1792)  | Marie Louise van Bourbon (1745-1792)  |  |  | Ferdinand I der Beide Siciliën (1751-1825)  | Ferdinand I der Beide Siciliën (1751-1825)  | Ferdinand I der Beide Siciliën (1751-1825)  | Ferdinand I der Beide Siciliën (1751-1825)  | Ferdinand I der Beide Siciliën (1751-1825)  | Ferdinand I der Beide Siciliën (1751-1825)  |                                                |                                                |                                                |                                                |                                                |                                                | Maria Carolina van Oostenrijk (1752-1814)  | Maria Carolina van Oostenrijk (1752-1814)  | Maria Carolina van Oostenrijk (1752-1814) | Maria Carolina van Oostenrijk (1752-1814) | Maria Carolina van Oostenrijk (1752-1814) | Maria Carolina van Oostenrijk (1752-1814) |                                           |                                           |                                           |                                           |  |  |                       |                       |                       |                       |                       |                       |
|                                            |                                            |                                            |                                            |                                            |                                            |                               |                               |                                           |                                           | Frans II van Oostenrijk (1768-1835)       | Frans II van Oostenrijk (1768-1835)       | Frans II van Oostenrijk (1768-1835)       | Frans II van Oostenrijk (1768-1835)       | Frans II van Oostenrijk (1768-1835) | Frans II van Oostenrijk (1768-1835) |                                       |                                       |                                       |                                       |                                       |                                       |  |  |                                             |                                             |                                             |                                             |                                             |                                             | Maria Theresia van Bourbon-Sicilië (1772-1807) | Maria Theresia van Bourbon-Sicilië (1772-1807) | Maria Theresia van Bourbon-Sicilië (1772-1807) | Maria Theresia van Bourbon-Sicilië (1772-1807) | Maria Theresia van Bourbon-Sicilië (1772-1807) | Maria Theresia van Bourbon-Sicilië (1772-1807) |                                            |                                            |                                           |                                           |                                           |                                           |                                           |                                           |                                           |                                           |  |  |                       |                       |                       |                       |                       |                       |
|                                            |                                            |                                            |                                            |                                            |                                            |                               |                               |                                           |                                           | Frans II van Oostenrijk (1768-1835)       | Frans II van Oostenrijk (1768-1835)       | Frans II van Oostenrijk (1768-1835)       | Frans II van Oostenrijk (1768-1835)       | Frans II van Oostenrijk (1768-1835) | Frans II van Oostenrijk (1768-1835) |                                       |                                       |                                       |                                       |                                       |                                       |  |  |                                             |                                             |                                             |                                             |                                             |                                             | Maria Theresia van Bourbon-Sicilië (1772-1807) | Maria Theresia van Bourbon-Sicilië (1772-1807) | Maria Theresia van Bourbon-Sicilië (1772-1807) | Maria Theresia van Bourbon-Sicilië (1772-1807) | Maria Theresia van Bourbon-Sicilië (1772-1807) | Maria Theresia van Bourbon-Sicilië (1772-1807) |                                            |                                            |                                           |                                           |                                           |                                           |                                           |                                           |                                           |                                           |  |  |                       |                       |                       |                       |                       |                       |
|                                            |                                            |                                            |                                            |                                            |                                            |                               |                               |                                           |                                           |                                           |                                           |                                           |                                           |                                     |                                     |                                       |                                       |                                       |                                       |                                       |                                       |  |  |                                             |                                             |                                             |                                             |                                             |                                             |                                                |                                                |                                                |                                                |                                                |                                                |                                            |                                            |                                           |                                           |                                           |                                           |                                           |                                           |                                           |                                           |  |  |                       |                       |                       |                       |                       |                       |
|                                            |                                            |                                            |                                            |                                            |                                            |                               |                               |                                           |                                           |                                           |                                           |                                           |                                           |                                     |                                     |                                       |                                       |                                       |                                       |                                       |                                       |  |  |                                             |                                             |                                             |                                             |                                             |                                             |                                                |                                                |                                                |                                                |                                                |                                                |                                            |                                            |                                           |                                           |                                           |                                           |                                           |                                           |                                           |                                           |  |  |                       |                       |                       |                       |                       |                       |
| Marie Louise van Oostenrijk (1791-1847)    | Marie Louise van Oostenrijk (1791-1847)    | Marie Louise van Oostenrijk (1791-1847)    | Marie Louise van Oostenrijk (1791-1847)    | Marie Louise van Oostenrijk (1791-1847)    | Marie Louise van Oostenrijk (1791-1847)    |                               |                               | Ferdinand I van Oostenrijk (1793-1875)    | Ferdinand I van Oostenrijk (1793-1875)    | Ferdinand I van Oostenrijk (1793-1875)    | Ferdinand I van Oostenrijk (1793-1875)    | Ferdinand I van Oostenrijk (1793-1875)    | Ferdinand I van Oostenrijk (1793-1875)    |                                     |                                     | Leopoldine van Oostenrijk (1797-1826) | Leopoldine van Oostenrijk (1797-1826) | Leopoldine van Oostenrijk (1797-1826) | Leopoldine van Oostenrijk (1797-1826) | Leopoldine van Oostenrijk (1797-1826) | Leopoldine van Oostenrijk (1797-1826) |  |  | Marie Clementine van Oostenrijk (1798-1881) | Marie Clementine van Oostenrijk (1798-1881) | Marie Clementine van Oostenrijk (1798-1881) | Marie Clementine van Oostenrijk (1798-1881) | Marie Clementine van Oostenrijk (1798-1881) | Marie Clementine van Oostenrijk (1798-1881) |                                                |                                                | Maria Carolina van Oostenrijk (1801-1832)      | Maria Carolina van Oostenrijk (1801-1832)      | Maria Carolina van Oostenrijk (1801-1832)      | Maria Carolina van Oostenrijk (1801-1832)      | Maria Carolina van Oostenrijk (1801-1832)  | Maria Carolina van Oostenrijk (1801-1832)  |                                           |                                           | Frans Karel van Oostenrijk (1802-1878)    | Frans Karel van Oostenrijk (1802-1878)    | Frans Karel van Oostenrijk (1802-1878)    | Frans Karel van Oostenrijk (1802-1878)    | Frans Karel van Oostenrijk (1802-1878)    | Frans Karel van Oostenrijk (1802-1878)    |  |  | 4 zusters en 2 broers | 4 zusters en 2 broers | 4 zusters en 2 broers | 4 zusters en 2 broers | 4 zusters en 2 broers | 4 zusters en 2 broers |